# 士林德和宮
25°06′03″N 121°31′26″E / 25.100826°N 121.524011°E
士林德和宮，是位於臺灣台北市士林區德行里的土地公廟，祭祀一棵已倒的榕樹（被視為土地公的象徵）。起初廟址在今忠誠公園，後拆遷到今芝山站，卻因建立捷運淡水線再度被拆。當市政府計畫遷回忠誠公園，遭公園附近居民、議員反對，而未成。

## 沿革

### 中山北路六段時期
在士林區中山北路六段二十七號、住民徐阿呆家門前，原先有一棵大榕樹，被居民視為神祇祭拜。1952年9月15日下午5點許，在無風雨與地震的狀況下，這棵樹齡約兩百多年、周圍約六公尺、高十八公尺的樹倒坍，將湳雅里11號的徐阿呆、林阿安住屋壓毀，兩戶二十餘人均無人死傷。樹倒後，庄民集資建立土地公，於樹原址奉拜，稱為「擎樹公」。該廟當時所在為日後的忠誠公園。

### 福德路時期
1971年，中山北路五、六段開闢，庄民遷廟於現之福華路128巷口（今捷運芝山站），命名「德和宮」。當時大量房舍建築及外來人口移入，此廟成為當地的信仰中心。
1990年6月16日，淡水線福國站（後改名「芝山站」）開標，但位於此地上的德和宮廟方不願被一般徵收，除要求捷運工程局覓地外還必須加蓋活動中心。捷運局路權室表示由於捷運用地有限，無法作到。
捷運局將此廟的拆除日期定為1990年7月5日，但不敢依《大眾捷運法》第廿六條拆除，因此改請示台北市長。捷運工程局局長齊寶錚承諾尋找土地供德和宮遷建。同月，忠誠公園附近居民懸掛白布條，阻止廟宇建於公園。次月3日，市府副秘書長李本仁、公園處、養工處與廟方共同會勘選址後，在忠誠公園靠近福林抽水站處選定3到5坪地區重新安置德和宮。次日，公園處處長謝牧州的宣告在《聯合報》刊登，說日後因公共工程必須拆遷的廟，除非本身歷史悠久、建築風格獨特、當地民眾不可缺的信仰中心，否則不得遷至公園。

### 德行里里辦公室時期
芝山站動工後，廟被拆除，神像再度遷移至德行里里辦公處旁邊的貨櫃屋。
1996年6月24日，市長陳水扁簽准在忠誠公園重建此廟。但擬具公文的幕僚作業有疏忽，未將忠誠公園附近的名山里民納入協調範圍。1997年9月初，士林區德行里長吳坤土等人開始在公園內重建此廟，卻引起鄰近居民反對，認為破壞景觀、汙染環境。名山里居民組成忠誠公園自救委員會，不准讓德和宮遷回。名山里里長邱美利與居民在完成數百人連署後，在同月11日前往內湖區瑞陽公園參加市長與民有約，由副市長林嘉誠裁示暫時停工。
市議員魏憶龍主張公園不可以興建寺廟，責罵陳水扁帶頭違法。議員陳玉梅也批評市府對公園內的寺廟處理標準不一，並舉臨濟護國禪寺保存、忠誠公園可新建，但蓮池庵卻被拆。德和宮信眾和德行里里長吳坤土也向市府陳情。市府捷運局副局長陳椿亮反應，德和宮最早的位置就是忠誠公園，會再協調遷回此廟。
古蒙仁則投稿要廟方從善如流，另外建廟。台大建築與城鄉所教授華昌宜建議社子島開發計畫案有寺廟特定專用區，若定案開發，可收容此廟。除華昌宜建議搬遷至社子島外，樂山基金會執行長丘如華、開放空間基金會執行長陳惠婷、淡江大學建築學系副教授林盛豐則認為基於文化，應讓寺廟留在原處，建議原先周邊環境搭配、居民互相包容。

### 中山北路五段時期
由於爭執不斷，德和宮就沒搬至忠誠公園，直到1999年廟方購買德行里的中山北路五段811巷30弄1號1樓公寓，廟才繼續有正式場所。